# Pierre V d'Alexandrie
Pour les articles homonymes, voir Pierre V.
Pierre V d'Alexandrie est patriarche melkite d'Alexandrie vers 680,.

## Contexte
Pierre ou Petros succède à certain Théodore qui a participé au synode de 655. il est connu pour avoir souscrit aux actes du troisième concile de Constantinople considéré comme le 6e concile œcuménique (680-681) avec le titre d' évêque d'Alexandrie.  En réalité il  était, comme son prédécesseur, l'un des coadjuteurs ou selon Venance Grumel « Topotèrètès » qui se succèdent dans l'administration du trône patriarcal au début de la domination arabe consécutive à la conquête musulmane de l'Egypte. Il a pour successeur dans sa fonction Théophylacte nommé par le concile d'Alexandrie en 685.